# 太田宇之助
太田 宇之助（おおた うのすけ、1891年〈明治24年〉10月8日 - 1986年〈昭和61年〉9月2日）は、大正から昭和にかけての新聞記者、評論家。
縫田曄子の父。

## 生涯

### 学生時代
1891年（明治24年）10月8日に、兵庫県揖保郡網干町で生まれた。早稲田大学在学中の学生時代は国木田独歩邸に同居していた。
王統との知遇を得て、1916年（大正5年）4月に王統からの要請で第三革命に孫文一派として参加した。後年、太田は当時の心境を「『中国の革命のため、死んでもよいではないか』と心に叫んだ」と振り返っている。この際に上海に渡った太田は、王統の秘書として活動し、同年5月に帰国して1917年（大正6年）に早稲田大学専門部政治経済科を卒業した。

### 記者としての活動
大学卒業後は大阪朝日新聞社に入社。論説委員となり、国民政府経済顧問を務めた。3ヶ月後には北京通信部勤務となり、1919年（大正8年）には上海特派員に転任するなど、主に中国大陸で活動した。
1929年（昭和4年）9月には初代上海支局長に就任した。上海支局時代には、1932年（昭和7年）の上海事変や上海天長節爆弾事件に遭遇した。また、このころの太田の部下には尾崎秀実がいた。同年、太田は社内に新設された東亜問題調査会の中国主査に任命された。

### 日中戦争
日中戦争前は、中国統一援助論を唱え、日中関係の改善に尽力し、張季鸞や陳博生などと提携したが、1937年（昭和12年）に日中戦争が勃発。戦争が本格化すると、陸軍に招聘されて1940年（昭和15年）7月に支那派遣軍総司令部嘱託となり、1943年（昭和18年）には汪兆銘政権の経済顧問や江蘇省政府の経済顧問として活動するなどして、対中国政策に深く関与した。これは戦争協力だが、日本の犠牲の上で汪兆銘政権を独立自主政権に育成し、蔣介石政権との全面和平を成し遂げることが太田の真意であった。
太田は汪兆銘政権の経済顧問として対華新政策に従い、汪兆銘政権の政治的経済的強化を図っていたが、日本を本位とした経済の収奪を目論んでいた現地陸軍機構である江蘇省連絡部との仲に亀裂が生じたため、対華新政策の徹底や経済顧問の権限強化、現地陸軍機構改革案などを携えて1945年（昭和20年）3月に帰国した。

### 戦後
帰国した同年、太田は蘇州の現地機構改革を訴えるために東京に出張したが、5月まで進展が見られなかったことから経済顧問の辞任を決意。6月11日に辞表を提出した。しかし、提出はしたものの慰留されたため、太田は東京に残るか、蘇州に帰任するか、南京・上海で再就職先を探すか、迷っていた。結局、辞職の最終決定が下されたのは8月9日であった。
同日、昭和天皇がポツダム宣言の受諾を決定。10日の夜、日本放送協会、同盟通信社は海外向けのニュースにおいてポツダム宣言受諾を発表した。このニュースは日本国民には知らされない極秘裏なものであったが、太田の長女である曄子が当時、日本放送協会海外局に勤めていたため、太田はいち早くこれを知ることになり、太田はこの時の衝撃を日記に残した。
8月15日、日中戦争において日本が敗北した。終戦直後に汪兆銘政権の関係者が逮捕されたため、太田は自らの逮捕を危惧した。それ以降も、蔣政権の戦犯リスト提出が取り沙汰される度に、経済顧問が含まれているか不安視する記述を日記に残した。戦争犯罪に該当するような行いはしていないため心配はないと思う一方、朝日新聞主筆である緒方竹虎が戦犯に指名されて出頭した際には「緒方氏のやうに戦争に反対してゐたが、その進行と共に国に協力して、結局犯罪者となった人は他にもある。自分とても或ひはこの部類に入るべきものかも知れない」と不安がったが、これは結局杞憂に終わった。

### 政界での活動
太田は6月に経済顧問を辞任してからはずっと浪人の身になっていたため、自宅の庭を開墾して農作物を育て、読書などをして暮らすという生活を送るようになっていたが、日中新関係での協力をしたいという願望が生まれ、太田は旧友の重光葵を頼った。しかし、重光の外務大臣辞職により、官界への道は閉ざされた。
それでも太田は諦めず、1926年（大正15年）に北京で出会った松岡駒吉を頼り、成立したばかりの日本社会党に入党して、11月26日に衆議院選に出馬した。太田の入党と出馬は、松岡のほか、社会党幹部からも歓迎された。太田は社会党本部で西尾末広、平野力三と出会い、平野から「社会党には外交通、特に中国通の党員が少ないので、あなたのような人には大いにやって頂きたい」と激励を受けた。
また、太田は同年の10月から11月にかけて、文藝春秋社から依頼され『重慶に賭ける』を、同盟通信社から依頼され『日華関係の新発足』を執筆した。
太田は、1946年（昭和21年）4月10日に行われる第22回衆議院議員総選挙での出馬を目指していたが、太田の出馬は社会党員や重光には応援されたものの、家族や友人からの反対が多く、さらに長谷川佳平、林市蔵、藤山愛一郎らに対しておこなった選挙資金の調達が軒並み失敗したため、資金難、準備不足のことから出馬を断念した。
第22回衆議院議員総選挙の出馬は断念した太田だったが、前回失敗した資金難の件を旧知の仲であった沈覲鼎に相談し、代表団の斡旋によって顧問報酬の半年分前払いの体裁で中華日報社に6万円を借りた。さらに、旧知の仲である石橋湛山から「陣中見舞」として1万円を提供された。石橋は反対党であったが、旧知のための援助であった。ただし、同じ社会党からの候補者との調整に失敗し、保守系の強い地盤にもかかわらず、社会党は候補者の一本化にも失敗した。また、太田は中国問題に関する訴えに注力し、それ以外の問題は「社会党で掲げられている通りで、それ以外はありません」と説明した。
こうして太田は、1947年（昭和22年）4月25日に行われる第23回衆議院議員総選挙に日本社会党公認で兵庫4区の選挙区で出馬した。地元の名士であった兄の太田覚治郎が尽力したことにより善戦したが、太田は次点で落選した。開票後の神戸新聞には「注目すべきは太田氏（社）の善戦で、生れ故郷というのみで揖保をはじめ、ことに姫路市内では1万5,000票を集め古豪を寒からしめたことである」と太田を讃える記事が掲載された。

### 中華日報社・内外タイムス社での活動
太田は中華日報社からの借金とは別に、選挙資金のために10万円の借金も作っていた。選挙で落選したため、太田は返済のために中華日報社での奉職を余儀なくされた。しかし、就任した理由は借金返済という理由だけではなく、太田は「中国人の経営で、中国人のための日文紙というのが基本的な趣旨であるので、赤松（太田の自称）がこの新聞に関与するに至ったそもそもの最初で、「日中のくさび」として奉仕したいとの念願からであった」と語った。
1947年（昭和22年）2月には中華日報社の顧問となっており、同年末に同社で参議となり、1948年（昭和23年）8月、再び顧問となった。同年8月20日から、中華日報にてコラムで『自由灯』を執筆した。1949年（昭和24年）6月、『中華日報』が『内外タイムス』に改題された。同月、内外タイムス社主筆を務め、中国関係社説の大部分を執筆した。
1950年（昭和25年）1月、台湾人実業家の蔡長庚が社長に就任。蔡長庚の就任後の内外タイムスは、ヌードグラビアが紙面を飾り、特にストリップ興業関係の記事が紙面を賑やかした。就任の半年後に行われた編集方針変更により、社説欄は中国の現状を柔軟に分析し発表する場ではなく、国府の公式見解をただ引き写す場所になり、太田の分析を活かす場は失われてしまった。こうして、蔡長庚の台頭と共に太田は冷遇され、1951年（昭和26年）以降から太田は内外タイムスの紙面に出てこなくなった。後年、太田は当時について「内外タイムスは三大紙の夕刊復刊に押されて、再出発はしたものの、経営は最初から苦しかった。対策として、ますます紙面をエロ化し、それによって低俗な読者を引き付けようとするので、赤松（太田の自称）には苦々しい限りであるが、社内の一般空気に捲き込まれざるを得なかった」と語っている。しかし、太田は不満を持っていても、生活のために内外タイムスを辞職することはできなかった。
太田は、蔡長庚が社長に就任した月に内外タイムスの顧問となり、その後、内外タイムス社論説委員長に就任した。また、太田は内外タイムス社の日本新聞協会加盟にも尽力し、1957年（昭和32年）、蔡長庚に代わって新聞協会代表に就任した。また、無署名コラムの『内外抄』を毎日執筆し、これは蔡長庚社長への交代後も変わらず、退社するまで続けられた。1969年（昭和44年）、太田は内外タイムス社を辞職した。
1986年（昭和61年）9月2日に死去した。享年94。

## 孫文との関係
太田と孫文との親交は上海特派員の時代に深まり、その交流は孫文の死まで続いた。孫文への直接の面会は限られていたが、太田は孫文への取材を許された。その取材の際、太田は上海租界にあった孫文邸への“孫邸詣で”を続けた。
1925年（大正14年）3月12日に孫文が死去した際は、太田はその第一報を日本へ送った。

## 中国人留学生への援助
太田は、戦前から私費で中国人留学生の支援をおこなっており、自宅に留学生を住まわせていた。留学生らは、太田が日中戦争で中国に駐在していた時には太田の家を守り、太田の衆議院選挙出馬の際も選挙の手伝いをするなどしていた。太田が世話をした留学生らは、戦後に台湾へと移り住んだが、彼らとの交流は終生続いた。
太田は、遺言で自分の死後は自宅を中国人留学生のために提供することを念願した。太田の自宅の時価総額はバブル期だったこともあり30億円にも及んだが、当時、東京都民政局長だった長女の曄子の尽力もあって太田邸は東京都に無償で寄贈された。
太田は生前の1984年（昭和59年）に寄贈契約をし、死後に正式に寄贈の手続きが行われて留学生寮建設のために太田の邸宅を壊すことになった。1988年（昭和63年）8月に着工し、1989年（平成元年）9月に竣工した。1990年（平成2年）、運用が開始され、2025年（令和7年）現在も東京都太田記念館として運用されている。
反中主義の石原慎太郎都知事は、中国のみに恩恵を施す事業を問題視して記念館を都立大学の学生寮にするという計画を立てたが採用されなかった。石原は、太田の遺志に反する行為をしようとしたことによりこの件は波紋を呼んだ。
2015年（平成27年）11月9日、在学中だった舛添要一は開館25周年記念式典を催し、その際に25周年記念誌も作成された。この式典には、当時駐日中国大使だった程永華も招かれ、記念館の視察と同地での懇談を実施した。
この記念館には、太田が中国と向き合う時に指針とした「人を思いやり、周囲への感謝の念を忘れず、社会のために自ら行動していくという心のあり方」である「太田精神」が伝えられており、太田の命日である9月2日に合わせた毎年9月第1土曜日に太田記念館ホームカミングデーが開催される。この際、毎年「太田精神は永遠に」と書かれた色紙が作成され、現役寮生・元寮生による太田への感謝の念が寄せ書きされている。